# Nasi bogana
Nasi bogana, ou nasi begana é um prato Indonésio feito de arroz originário de Tegal, na província central da ilha de Java. É geralmente embrulhado em folhas de bananeira e servido com acompanhamentos.
O prato é um tipo de nasi rames ou nasi campur – termos usados para nomear pratos que têm como ingrediente principal o arroz e são servidos com uma variedade de guarnições.
O nasi bogana é muito popular na Indonésia, e é vendido nas ruas de Jacarta, a capital do país, por cerca de 12.000 a 20.000 rupias indonésias cada. Ele é vendido em restaurantes sundaneses e javaneses, e também em warungs ou wartegs (Warung Tegal), um tipo de restaurante tradicional ao ar livre.
Ele é considerado um prato conveniente de ser comido em qualquer circunstância por ser enrolado em folhas de bananeira, dispensando o uso de pratos ou recipientes.

## Preparação
O nasi bogana é feito se esticando uma grande folha de bananeira sobre a qual é colocada arroz branco cozido. Em seguida temperos como chalotas refogadas são colocados sobre o arroz. Uma pequena folha de bananeira é então colocada sobre a comida e nela se colocam as guarnições - opor ayam (caril de frango feito com leite de coco), dendeng (carne desfiada), fígado de frango frito e moela com molho de coco, sambal de pimentas vermelhas, ovos cozidos telur pindang, serundeng (coco ralado e frito com amendoins), tempeh ou vagem refogados. Todos os ingredientes são, em seguida, enrolados e fechados com a folha de bananeira maior. Ele é enrolado com fitas plásticas ou plástico filme para ficar mais fechado e servido quente.

## Tradição e cultura
Na Ilha de Java, o nasi bogana é frequentemente servido em ocasiões especiais como casamentos e aniversários, mas é mais comumente encontrado em eventos sociais e reuniões de família num geral. Em casamentos, o nasi bogana normalmente tem o seu próprio estande onde os convidados podem escolher  seus próprios pratos e molhos. Na maior parte do tempo, o nasi bogana é servido acompanhado de chá preto, quente ou gelado.